# هادانو ۳۹۷۹۹
سیارک ۳۹۷۹۹ (به انگلیسی: 39799 Hadano، نامگذاری:1997UO1) سی و نه هزار و هفتصد و نود و نهمین سیارک کشف شده‌است که در ۲۳ اکتبر ۱۹۹۷ کشف شد.